# Mel Bridgman
Melvin John "Mel" Bridgman, född 28 april 1955, är en kanadensisk före detta professionell ishockeyforward som tillbringade 14 säsonger i den nordamerikanska ishockeyligan National Hockey League (NHL), där han spelade för ishockeyorganisationerna Philadelphia Flyers, Calgary Flames, New Jersey Devils, Detroit Red Wings och Vancouver Canucks. Han producerade 701 poäng (252 mål och 449 assists) samt drog på sig 1 625 utvisningsminuter på 977 grundspelsmatcher. Bridgman spelade också för Adirondack Red Wings i American Hockey League (AHL), HC Sierre i Nationalliga B (NLB) och Victoria Cougars i Western Canadian Hockey League (WCHL).
Han draftades av Philadelphia Flyers i första rundan i 1967 års NHL-draft som första spelare totalt. Bridgman blev också draftad av Denver Spurs i World Hockey Associations 1967 års draft, även i denna gick han som nummer ett.
När han spelade för Victoria Cougars i WCHL avlade han en kandidatexamen vid University of Victoria och efter den aktiva spelarkarriären avlade Bridgman en kandidatexamen i företagsekonomi med inriktning på ledarskap samt en master of business administration vid Wharton School. Han var general manager för Ottawa Senators mellan 1992 och 1994. Efter det har Bridgman varit bland annat spelaragent och arbetar idag inom finansbranschen med bas i Kalifornien i USA.

## Statistik
| 1971–1972   | Victoria Cougars     | WCHL        | 4   | 0   | 0   | 0   | 0    | —   | —  | —  | —  | —   |
| 1972–1973   | Nanaimo Clippers     | BCJHL       | 49  | 37  | 50  | 87  | 31   | —   | —  | —  | —  | —   |
|             | Victoria Cougars     | WCHL        | 4   | 1   | 1   | 2   | 0    | —   | —  | —  | —  | —   |
| 1973–1974   | Victoria Cougars     | WCHL        | 62  | 26  | 39  | 65  | 149  | —   | —  | —  | —  | —   |
| 1974–1975   | Victoria Cougars     | WCHL        | 66  | 66  | 91  | 157 | 175  | —   | —  | —  | —  | —   |
| 1975–1976   | Philadelphia Flyers  | NHL         | 80  | 23  | 27  | 50  | 86   | 16  | 6  | 8  | 14 | 31  |
| 1976–1977   | Philadelphia Flyers  | NHL         | 70  | 19  | 38  | 57  | 120  | 7   | 1  | 0  | 1  | 8   |
| 1977–1978   | Philadelphia Flyers  | NHL         | 76  | 16  | 32  | 48  | 203  | 12  | 1  | 7  | 8  | 36  |
| 1978–1979   | Philadelphia Flyers  | NHL         | 76  | 24  | 35  | 59  | 184  | 8   | 1  | 2  | 3  | 17  |
| 1979–1980   | Philadelphia Flyers  | NHL         | 74  | 16  | 31  | 47  | 136  | 19  | 2  | 9  | 11 | 70  |
| 1980–1981   | Philadelphia Flyers  | NHL         | 77  | 14  | 37  | 51  | 195  | 12  | 2  | 4  | 6  | 39  |
| 1981–1982   | Philadelphia Flyers  | NHL         | 9   | 7   | 5   | 12  | 47   | —   | —  | —  | —  | —   |
|             | Calgary Flames       | NHL         | 63  | 26  | 49  | 75  | 94   | —   | —  | —  | —  | —   |
| 1982–1983   | Calgary Flames       | NHL         | 79  | 19  | 31  | 50  | 103  | 9   | 3  | 4  | 7  | 33  |
| 1983–1984   | New Jersey Devils    | NHL         | 79  | 23  | 38  | 61  | 121  | —   | —  | —  | —  | —   |
| 1984–1985   | New Jersey Devils    | NHL         | 80  | 22  | 39  | 61  | 105  | —   | —  | —  | —  | —   |
| 1985–1986   | New Jersey Devils    | NHL         | 78  | 23  | 40  | 63  | 80   | —   | —  | —  | —  | —   |
| 1986–1987   | New Jersey Devils    | NHL         | 51  | 8   | 31  | 39  | 80   | —   | —  | —  | —  | —   |
|             | Detroit Red Wings    | NHL         | 13  | 2   | 2   | 4   | 19   | 16  | 5  | 2  | 7  | 28  |
| 1987–1988   | Detroit Red Wings    | NHL         | 57  | 6   | 11  | 17  | 42   | 16  | 4  | 1  | 5  | 12  |
|             | Adirondack Red Wings | AHL         | 2   | 1   | 2   | 3   | 0    | —   | —  | —  | —  | —   |
| 1988–1989   | Vancouver Canucks    | NHL         | 15  | 4   | 3   | 7   | 10   | 7   | 1  | 2  | 3  | 10  |
|             | HC Sierre            | NLB         | 23  | 17  | 28  | 45  | 34   | —   | —  | —  | —  | —   |
| NHL totalt  | NHL totalt           | NHL totalt  | 977 | 252 | 449 | 701 | 1625 | 122 | 26 | 39 | 65 | 284 |
| WCHL totalt | WCHL totalt          | WCHL totalt | 136 | 93  | 131 | 224 | 324  | —   | —  | —  | —  | —   |

### Internationellt
| Källa:        | Källa:        | Källa:        |         | Utv = Utvisningsminuter | Utv = Utvisningsminuter | Utv = Utvisningsminuter | Utv = Utvisningsminuter | Utv = Utvisningsminuter |
| År            | Lag           | Mästerskap    | Matcher | Mål                     | Assists                 | Poäng                   | Utv                     |                         |
| ------------- | ------------- | ------------- | ------- | ----------------------- | ----------------------- | ----------------------- | ----------------------- | ----------------------- |
| 1975          | Kanada        | JVM           | 5       | 4                       | 1                       | 5                       | 9                       |                         |
| Junior totalt | Junior totalt | Junior totalt | 5       | 4                       | 1                       | 5                       | 9                       |                         |